# Maaca
Maaca era un piccolo regno nel Nord della Palestina all'epoca della conquista israelita (1473 a.C.). Il regno di Maaca era chiamato anche Maacat. I suoi abitanti venivano chiamati Maacatiti.

## Posizione geografica
Non se ne conosce l'esatta posizione, ma evidentemente ricadeva nel territorio della tribù di Manasse. Maaca sembra si trovasse a Nord del regno di Ghesur e che confinasse con la regione di Bašan. Generalmente si ritiene occupasse la regione inclusa fra le pendici meridionali dell'Ermon e il bacino di Hula e fra il Giordano e l'estremità del Deserto Siriaco a Est, cioè fondamentalmente la parte Nord dell'attuale Golan.

## Storia del regno di Maaca
Maaca era un regno arameo e la sua popolazione forse discendeva da Maaca, figlio di Nahor. Gli ammoniti assoldarono anche il re di Maaca quando fecero guerra contro il Re Davide. Era probabilmente un piccolo regno visto che nella Bibbia si comprende che le truppe di Maaca fossero di piccolo numero in paragone a quelle degli altri alleati.

## Fine del regno
Dalla storia successiva sembra probabile che il regno di Maaca sia caduto sotto la dominazione del regno di Damasco.